# Ophiocentrus verticillata
Ophiocentrus verticillata är en ormstjärneart som först beskrevs av Döderlein 1896.  Ophiocentrus verticillata ingår i släktet Ophiocentrus och familjen trådormstjärnor. Inga underarter finns listade i Catalogue of Life.